# NGC 7496

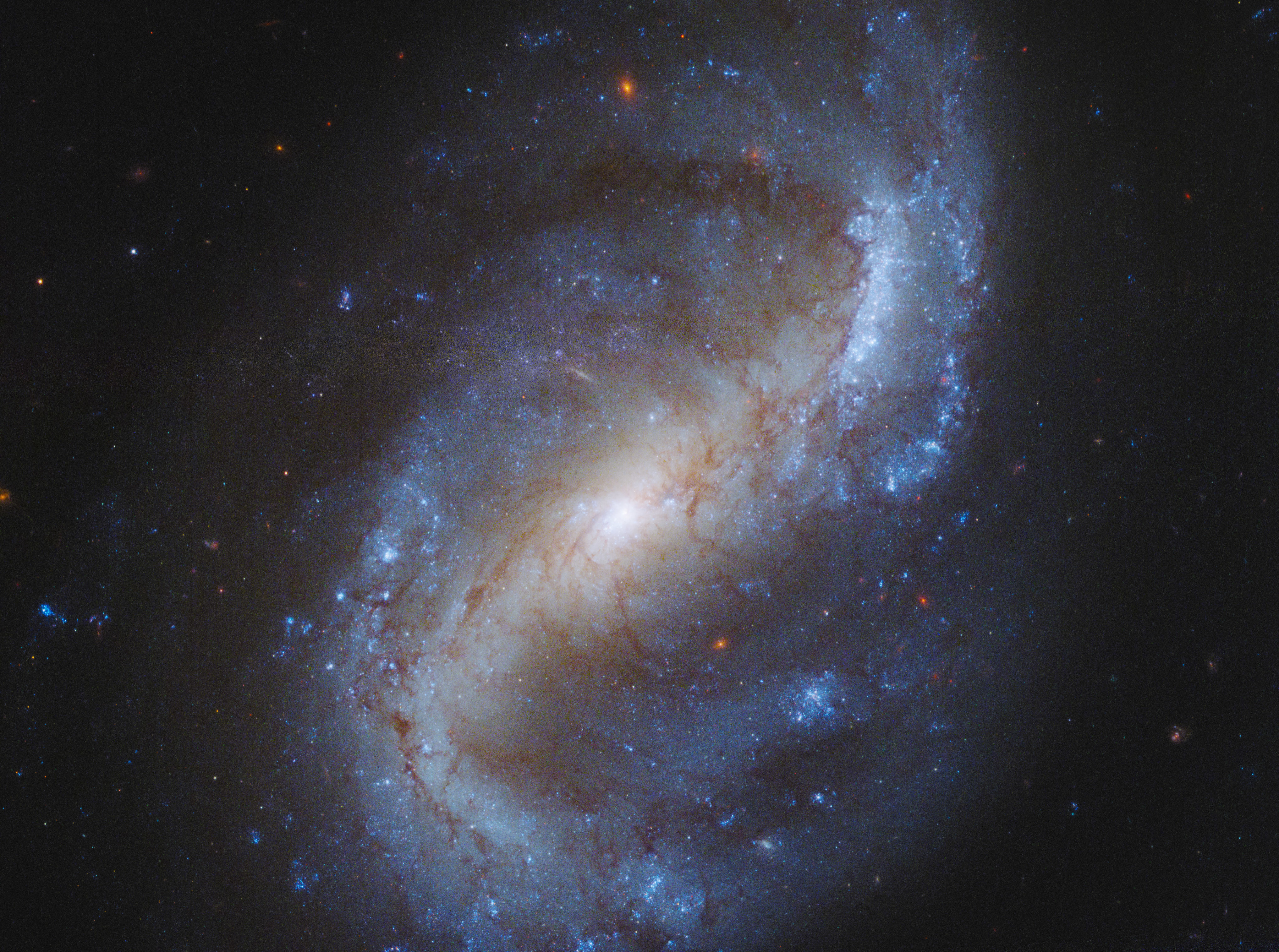
NGC 7496 selon les données du télescope spatial Hubble (traitement des données par Judy Schmidt).

NGC 7496 est une galaxie spirale barrée située dans la constellation de la Grue. Sa vitesse par rapport au fond diffus cosmologique est de 1 412 ± 17 km/s, ce qui correspond à une distance de Hubble de 20,8 ± 1,5 Mpc (∼67,8 millions d'al). NGC 7496 a été découverte par l'astronome britannique John Herschel en 1834.
La classe de luminosité de NGC 7496 est II et elle présente une large raie HI. De plus, elle est aussi une galaxie active de type Seyfert 2 et une galaxie faiblement brillante dans le domaine des rayons X.
À ce jour, neuf mesures non basées sur le décalage vers le rouge (redshift) donnent une distance de 11,143 ± 3,711 Mpc (∼36,3 millions d'al), ce qui est à l'extérieur des valeurs de la distance de Hubble. Notons cependant que c'est avec la valeur moyenne des mesures indépendantes, lorsqu'elles existent, que la base de données NASA/IPAC calcule le diamètre d'une galaxie et qu'en conséquence le diamètre de NGC 7496 pourrait être d'environ 28,3 kpc (∼92 300 al) si on utilisait la distance de Hubble pour le calculer.

## Émission dans l'infrarouge
Selon Sanders et ses collègues, la luminosité de la NGC 7496 dans l'infrarouge lointain (de 40 à 400 µm) est égale à 1,17 × 1010 {\displaystyle L_{\odot }} (1010,07{\displaystyle L_{\odot }}) et sa luminosité totale dans l'infrarouge (de 8 à 1 000 µm) est de 1,70 × 1010 {\displaystyle L_{\odot }} (1010,23{\displaystyle L_{\odot }}).
Dans la  bande K infrarouge, NGC 7496 présente une barre centrale d'une longueur supérieure à 63 secondes d'arc dont l'ellipticité maximale est de 0,66. L'angle de position de celle-ci est de 147°.

## Trou noir supermassif
Une étude réalisée en 2007 auprès de 90 galaxies de type Seyfert 2 utilisant la dispersion des vitesses a permis d'estimer la masse des trous noirs supermassifs centraux de celles-ci. Pour NGC 7496, la masse du trou noir est égale à 106,44{\displaystyle M_{\odot }}, soit 2,75 × 106 {\displaystyle M_{\odot }}.
Selon les auteurs d'un article publié en 2012, la connaissance de la masse d'un trou noir central et du taux d'accrétion par celui-ci permet d'estimer le taux de formation d'étoiles dans la région centrale des galaxies de type Seyfert. Ce taux pour NGC 7496 serait à l'intérieur et à l'extérieur d'un rayon de 1 kpc respectivement de 0,27 {\displaystyle M_{\odot }}/an et de 0,51 {\displaystyle M_{\odot }}/an.

## Groupe de NGC 7582
Selon A. M. Garcia, NGC 7496 est membre du groupe de NGC 7582. Ce groupe de galaxies renferme au moins neuf membres. Les autres galaxies sont NGC 7531, NGC 7552, NGC 7582, NGC 7590, NGC 7599, NGC 7632, IC 5325 et ESO 291-24.
Sur son site en ligne « Un Atlas de l'Univers », Richard Powell rajoute au groupe cinq galaxies, soit NGC 7412, les galaxies IC 5267, 5267A et 5267B de l'Index Catalogue, et ESO 347-2A. Cette dernière galaxie ne figure ni dans la base de données NASA/IPAC ni dans celle de Simbad, un inconvénient que l'on rencontre fréquemment lorsque l'équivalent PGC n'est pas indiqué. D'après A. M. Garcia, les quatre premières galaxies de cette liste sont membres du groupe d'IC 5267.

## Galerie

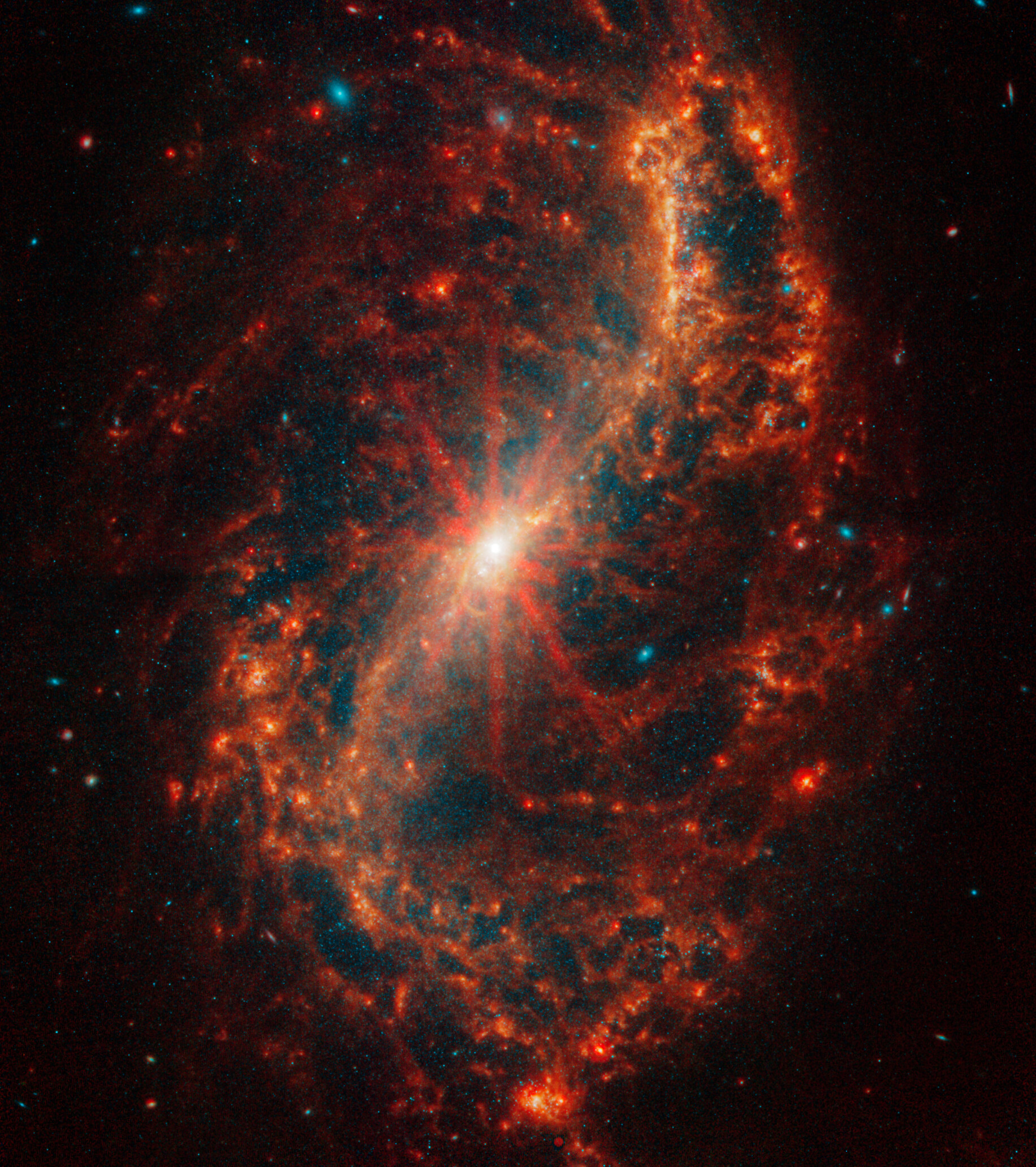
NGC 7496 imagée par le télescope spatial James Webb dans le cadre du programme PHANGS.
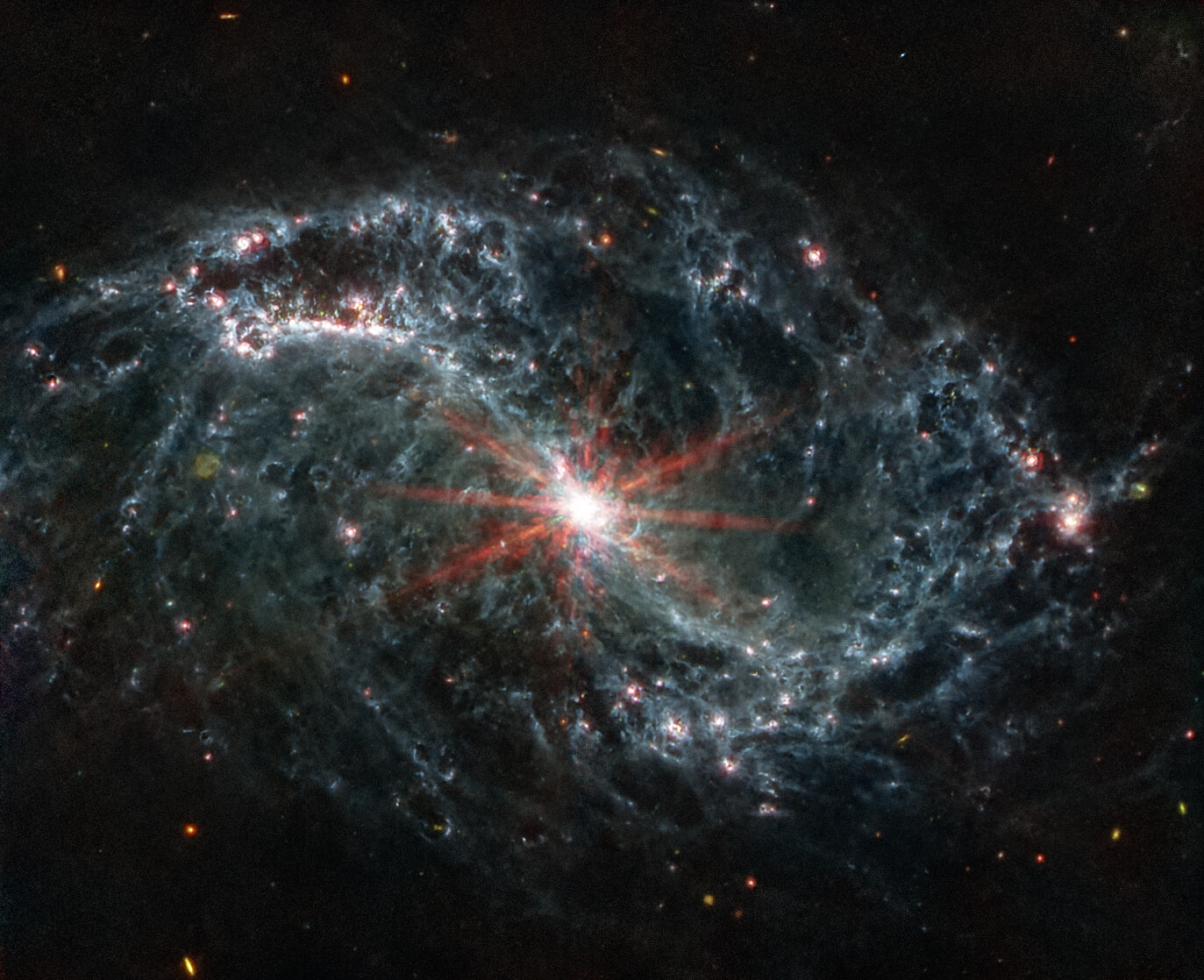
NGC 7496 par l'instrument MIRI du télescope spatial James Webb.
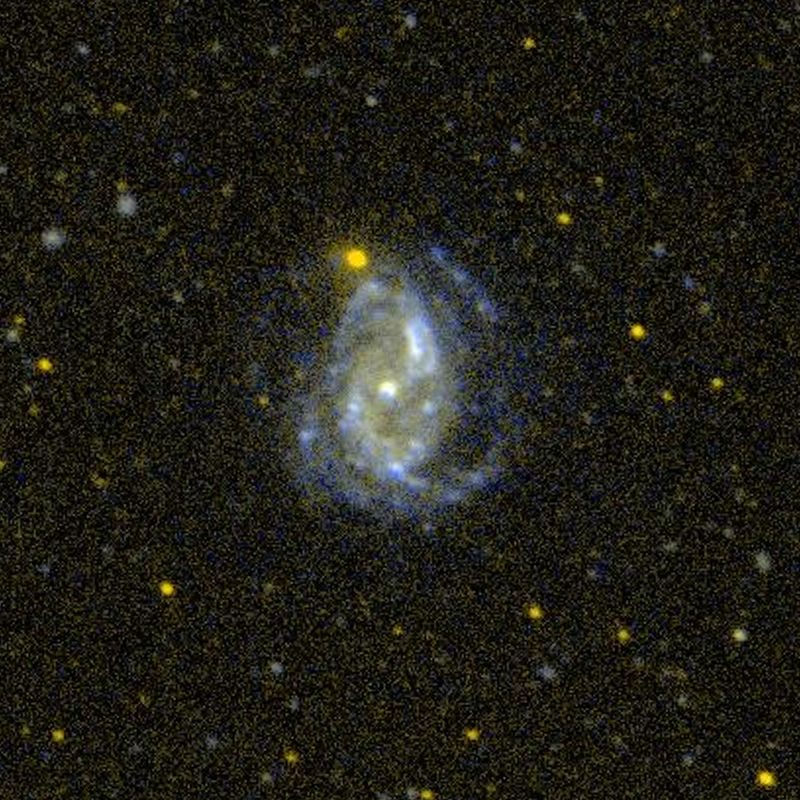
NGC 7496 imagée dans le domaine de l'ultraviolet par le télescope spatial GALEX.
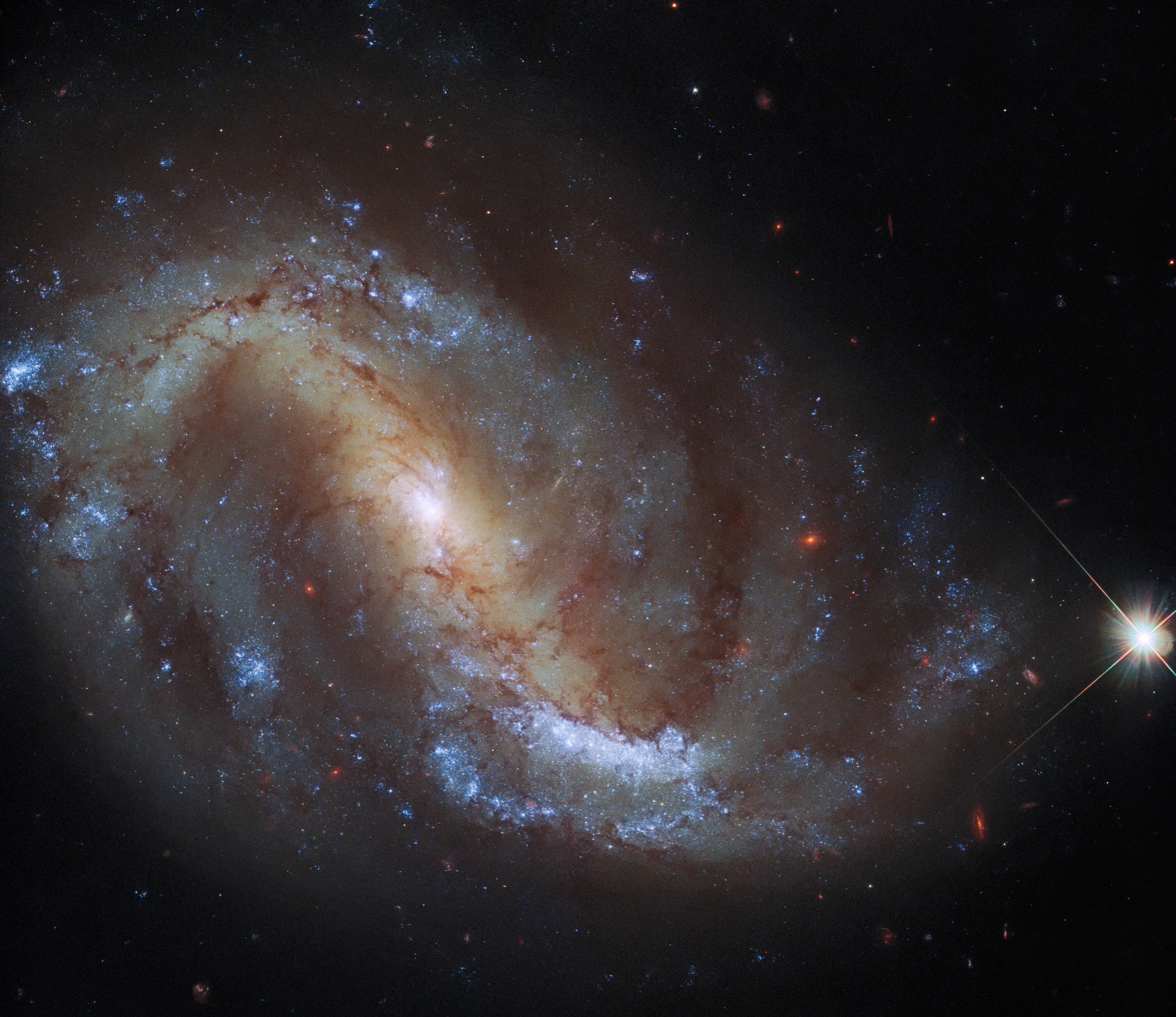
Autre image de NGC 7496 réalisée par le télescope spatial Hubble.